# Arpagodus
Arpagodus is een geslacht van uitgestorven eugeneodontide vissen uit het Carboon. Het bevat momenteel alleen de soort Arpagodus rectangulus benoemd door Hermann Trautschold in 1879. De geslachtsnaam is afgeleid van het Grieks arpagos, 'enterhaak', en odous, 'tand'. De soortaanduiding betekent 'rechthoekig' in het Latijn. Het geslacht is vooral bekend uit de deelperiode van het Pennsylvanien, zoals het Vroeg-Pennsylvanien van Rusland en het Laat-Pennsylvanien van de Raytown Limestone-formatie in Kansas, Verenigde Staten.